# Mémorial du génocide de Nyanza-Kicukiro
Pour l’article homonyme, voir Mémorial du génocide de Nyanza.
Le mémorial du génocide de Nyanza - Kicukiro (en kinyarwanda : Urwibutso rwa Jenoside rwa Nyanza Kicukiro) est un site commémoratif de Kigali, au district de Kicukiro, où reposent plus de 100 000 victimes du génocide des Tutsi de 1994. Le site est intimement lié au départ des casques bleus de l’École technique officielle de Kicukiro (ETO) le 11 avril 1994 et au massacre qui a suivi sur la colline de Nyanza.

## Emplacement

### Localisation
Le mémorial se trouve à Nyanza, dans le secteur de Kagarama, au sud-est du centre-ville de Kigali, à proximité de l’actuel campus IPRC (ancienne ETO Kicukiro).

### Contexte
Le mémorial de Nyanza s’inscrit dans le réseau national de sites de mémoire consacrés aux victimes du génocide de 1994. Dans la zone Nyanza-Kicukiro, il jouxte le Jardin de la mémoire de Nyanza, un ensemble paysager éducatif inauguré en 2022.
| \| 150 km1:3 445 000 \| Kibuye Gisenyi Bisesero Ntarama Kigali Nyamata Murambi Rusiga |
| 150 km1:3 445 000                                                                     |

| Mémoriaux du génocide des Tutsis au Rwanda |
| (2018) Année d'inauguration                |

Communes du Rwanda en 1994

Le Mémorial du Génocide de Ruhanga fait partie d'un ensemble de nombreux sites commémoratifs, tombes communes présents sur le territoire du Rwanda et en dehors, liés au génocide de 1994.
Quelques sites commémoratifs font partie du patrimoine mondial de l'UNESCO.

## Histoire
Le 11 avril 1994, après le départ du contingent belge de la MINUAR qui assurait jusque-là une protection à l’ETO Kicukiro, des milliers de réfugiés tutsi sont forcés de quitter l’enceinte de l’école et sont conduits vers la colline de Nyanza, où un massacre a lieu dans l’après-midi,,,. Les estimations évoquent au moins 2 000 victimes, dont de nombreux enfants,.
Dans les décennies suivantes, les restes de victimes exhumées dans différents secteurs de la ville sont progressivement rassemblés et inhumés à Nyanza. En mai 2022, 9 181 nouvelles dépouilles sont réinhumées au mémorial. En avril 2021, les autorités de la Ville de Kigali indiquaient plus de 96 000 personnes inhumées à Nyanza, un chiffre passé à plus de 105 000 selon une communication officielle lors de Kwibuka31 en 2025.
Le Jardin de la mémoire attenant, conçu par l’association Ibuka avec l’artiste Bruce Clarke, est officiellement inauguré le 11 septembre 2022 par la Première Dame Jeannette Kagame,.

## Particularités
Le site comprend plusieurs fosses communes carrelées et des stèles portant des listes de noms. Il accueille des cérémonies annuelles de Kwibuka et des Walk to Remember partant de l’IPRC (ancienne ETO). 
Le mémorial est répertorié par Ibuka, qui précise sa localisation à Kicukiro et la présence de quatre fosses principales.